# Boris Mikhaïlovitch Vassiliev
Pour les articles homonymes, voir Vassiliev et Boris Vassiliev.
Boris Mikhaïlovitch Vassiliev (en russe : Борис Михайлович Васильев) est un aviateur soviétique, né le 20 novembre 1913 et décédé le 23 février 1955.
Pilote de chasse et as de la Seconde Guerre mondiale, il est distingué par le titre de Héros de l'Union soviétique.

## Carrière
Boris Vassiliev est né le 20 novembre 1913 dans le village de Liebedkino, dans l'actuelle république de Tchouvachie. Il entreprit des études d'ingénieur aéronautique à l'Institut technologique de l'Air de Kazan, mais n'ayant réussi à terminer son cursus universitaire, il s'engagea dans l'Armée rouge en 1938. L'année suivante, il reçut son brevet de pilote au Collège militaire de l'Air de Borissoglebsk.
En 1941, Vassiliev suivit les cours de commissaire politique au Collège militaire de l'Air de Katcha. En juin 1941, pendant l'invasion allemande de l'Union soviétique, il fut muté comme commissaire politique à la 44e division de chasse aérienne (44.IAD). Au cours des trois mois suivants, il participa à 35 missions de combat sur le front sud. Après avoir été parmi les premiers as de la Grande Guerre patriotique et s'être vu décerner le titre de Héros de l'Union soviétique dès novembre 1941, et quoique occupant toujours ses fonctions politiques auprès d'unités aériennes, il ne prit plus part à des missions opérationnelles.
À l'issue de la guerre il demeura dans l'armée, sortant diplômé de l'Académie de l'Air en 1951, avant de prendre sa retraite comme polkovnik (colonel) en 1953. Il vécut ensuite à Stavropol, où il est tragiquement décédé dans un accident de la route le 23 février 1955.

## Palmarès et décorations

### Tableau de chasse
Boris Vassiliev est crédité de 9 victoires homologuées, toutes individuelles, obtenues au cours de 35 missions de combat.

### Décorations
- Héros de l'Union soviétique le 20 novembre 1941 (médaille no 643) ;
- Ordre de Lénine ;
- Ordre de la Guerre Patriotique de 1re et 2e classe.